# Canada's Drag Race
Canada's Drag Race est une émission de télé-réalité de compétition canadienne créée en 2019 par Fenton Bailey, Randy Barbato et RuPaul, adaptée de l'émission américaine RuPaul's Drag Race, et produite par World of Wonder et Blue Ant Studios pour Crave, BBC Three et WOW Presents Plus,.
L'émission est un concours de drag queens au cours duquel est sélectionnée la « prochaine superstar du drag canadien ». Brooke Lynn Hytes, candidate de la onzième saison de RuPaul's Drag Race, y joue le rôle de présentatrice, de mentor et de juge principale. Chaque semaine, les candidates sont soumises à différents défis et sont évaluées par un groupe de juges, dont font partie Brooke Lynn Hytes, Brad Goreski et Traci Melchor, et un ou plusieurs invités spéciaux, qui critique leur performance et leur progression. Le titre de l'émission est un jeu de mots entre « drag queen » et « dragster » ; le générique reprend également plusieurs éléments de la compétition automobile.
Canada's Drag Race est la quatrième version internationale de la franchise Drag Race à être créée, et la première version anglophone à ne pas être présentée par RuPaul. L'émission s'étend sur cinq saisons et inspire des émissions dérivées comme Canada's Drag Race: Canada vs The World. Elle est un succès public et critique et remporte seize prix Écrans canadiens.

## Format
Les appels à candidature pour participer à l'émission sont lancés en ligne et les candidates envoient une vidéo d'audition.
Une saison de Canada's Drag Race se compose de plusieurs épisodes, au cours desquels les candidates s'affrontent dans différents défis. Chaque épisode est généralement conclus par l'élimination d'une candidate. Les candidates restantes à la fin des épisodes compétitifs prennent part à un épisode final au cours duquel est couronnée la gagnante de la saison.

### Mini et maxi défis

#### Mini défi
Certains épisodes présentent également un « mini défi », dont le prix peut être un avantage ou un bénéfice pour le maxi défi. Il consiste souvent en une tâche ordonnée aux candidates au début d'un épisode avec des prérequis et des limitations de temps. Certains mini défis sont répétés de saison en saison, comme une séance photo aux conditions insolites, ou le reading challenge, en hommage à Paris is Burning, consistant à jeter des piques humoristiques aux autres candidates.

#### Maxi défi
Chaque épisode contient un « maxi défi » qui teste les capacités des candidates dans plusieurs domaines de la performance de genre, comme le chant, le jeu d'acteur, la comédie, la danse ou la couture. Il peut s'agir d'un défi individuel ou d'un défi de groupe. La gagnante du maxi défi reçoit généralement un prix matériel ou monétaire. Les thèmes des maxi défis sont très variés, mais sont souvent similaires de saison en saison : les candidates ont souvent pour défi de confectionner une ou plusieurs tenues selon un thème précis, parfois en utilisant des matériaux non conventionnels. D'autres défis se concentrent sur la capacité des candidates à se présenter face à une caméra, à se représenter sur de la musique ou humoristiques. Certains défis se répètent au fil des saisons. On retrouve ainsi dans presque chaque saison :
- le Snatch Game : une parodie du Match Game, un jeu télévisé américain, dans laquelle les candidates doivent imiter des célébrités ;
- un « ball » inspiré de la ball culture, qui consiste à présenter trois tenues sur des thèmes précis ;
- un makeover défi (« défi de relooking ») où les candidates doivent maquiller et habiller une autre personne ;
- un défi de design, où les candidates doivent créer une tenue à partir d'un thème ou de matériaux précis ;
- un Rusical (jeu de mots entre RuPaul et musical, « comédie musicale » en anglais), une comédie musicale parodique à thème.

### Défilé
Les candidates présentent ensuite lors d'un défilé, une tenue confectionnée par les candidates pour le défi ou d'une tenue au thème assigné aux candidates avant l'émission et annoncé au début de la semaine : cette tenue est généralement amenée au préalable par les candidates et n'est pas préparée dans l'atelier,.

### Critiques et conclusion
Brooke Lynn Hytes et le panel de jurés critiquent les performances des candidates, délibèrent et annoncent la gagnante de la semaine ainsi que les candidates en danger d'élimination. Ces dernières doivent participer à un lip-sync for your life (« playback pour sauver sa peau ») ; la gagnante reste dans la compétition tandis que la perdante est éliminée,,.

## Jury
| Juge                   | Saison     | Saison     | Saison     | Saison     | Saison     |
| Juge                   | 1          | 2          | 3          | 4          | 5          |
| ---------------------- | ---------- | ---------- | ---------- | ---------- | ---------- |
| Brooke Lynn Hytes      | Principale | Principale | Principale | Principale | Principale |
| Jeffrey Bowyer-Chapman | Principal  |            |            |            |            |
| Stacey McKenzie        | Principale |            |            |            |            |
| Traci Melchor          | Récurrente | Principale | Principale | Principale | Principale |
| Amanda Brugel          | Invitée    | Principale |            |            |            |
| Brad Goreski           |            | Principal  | Principal  | Principal  | Principal  |
| Sarain Fox             |            |            | Récurrente | Invitée    | Récurrente |

## Résumé des saisons
| Saison | Date de diffusion  | Date de diffusion  | Chaîne | Gagnante        | Seconde(s)              | Miss Sympathie    | Récompenses                                                                    |
| Saison | Première diffusion | Dernière diffusion | Chaîne | Gagnante        | Seconde(s)              | Miss Sympathie    | Récompenses                                                                    |
| ------ | ------------------ | ------------------ | ------ | --------------- | ----------------------- | ----------------- | ------------------------------------------------------------------------------ |
| 1      | 2 juillet 2020     | 3 septembre 2020   | Crave  | Priyanka        | Rita Baga Scarlett BoBo | —                 | - Un an de frais d'hôtellerie Hilton ; - 100 000 dollars canadiens.            |
| 2      | 14 octobre 2021    | 16 décembre 2021   | Crave  | Icesis Couture  | Kendall Gender Pythia   | Suki Doll         | - Un lot de maquillage de la part de Pharmaprix ; - 100 000 dollars canadiens. |
| 3      | 14 juillet 2022    | 8 septembre 2022   | Crave  | Gisèle Lullaby  | Jada Shada Hudson       | Vivian Vanderpuss | - Un lot de maquillage de la part de Pharmaprix ; - 100 000 dollars canadiens. |
| 4      | 16 novembre 2023   | 11 janvier 2024    | Crave  | Venus           | Aurora Matrix           | Kitten Kaboodle   | - Un lot de maquillage de la part de Pharmaprix ; - 100 000 dollars canadiens. |
| 5      | 21 novembre 2024   | 16 janvier 2025    | Crave  | The Virgo Queen | Makayla Couture         | Jaylene Tyme      | - 100 000 dollars canadiens.                                                   |

### Galerie des gagnantes

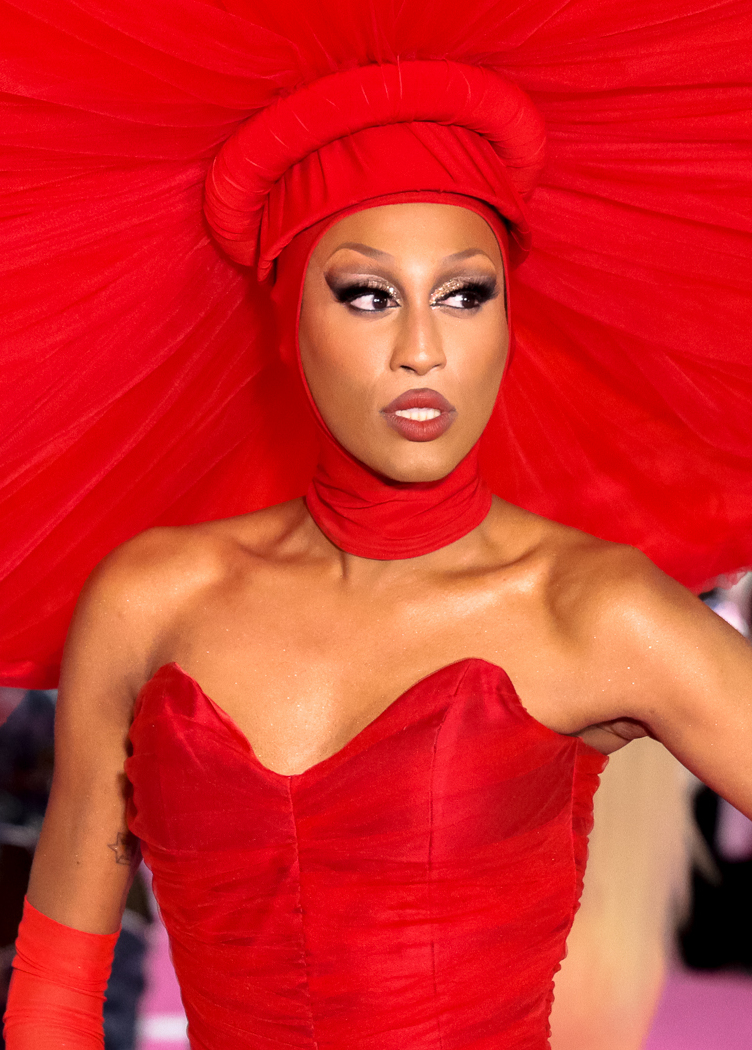
Priyanka, gagnante de la première saison.
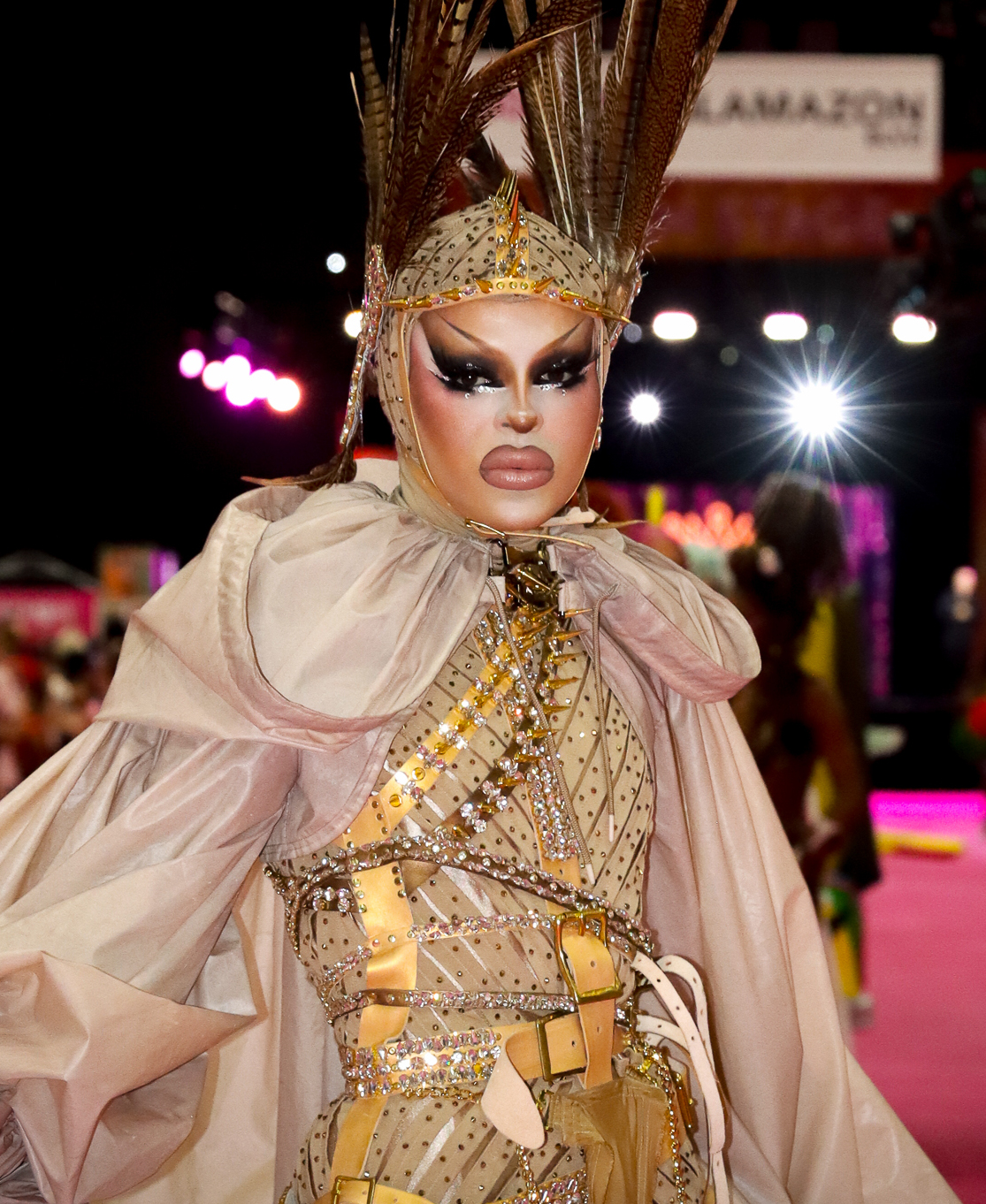
Icesis Couture, gagnante de la deuxième saison.
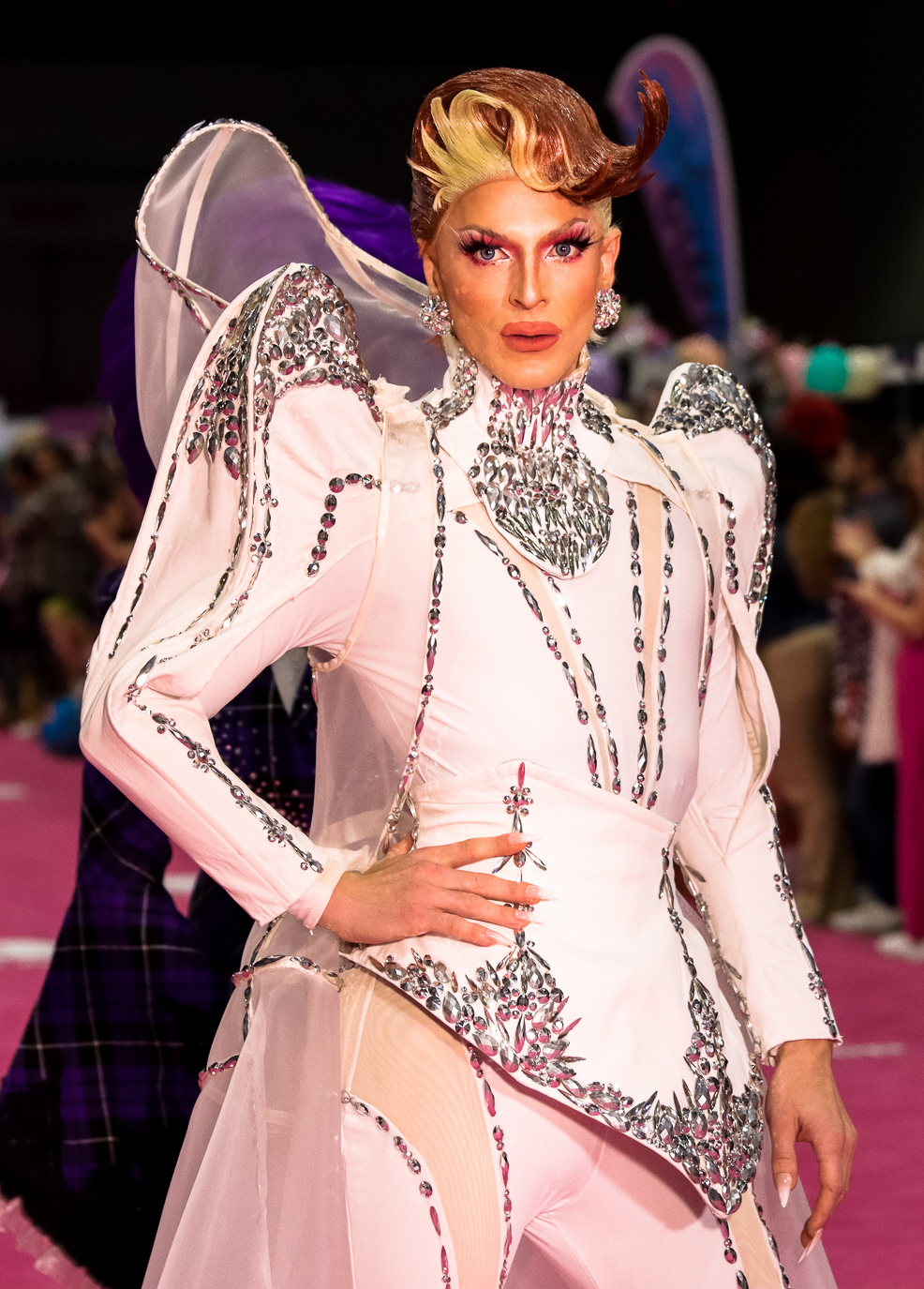
Gisèle Lullaby, gagnante de la troisième saison.
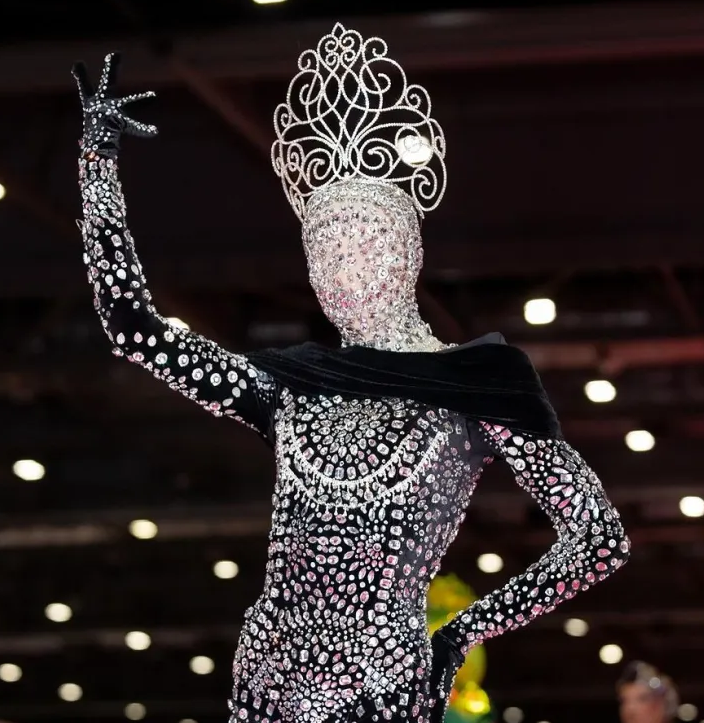
Venus, gagnante de la quatrième saison.

## Candidates
À l'heure actuelle, cinq saisons ont été diffusées et 58 candidates ont concouru dans Canada's Drag Race. Les seize gagnantes de l'émission sont, par ordre chronologique, Priyanka, Icesis Couture, Gisèle Lullaby et Venus.
|                    | Saison 1                | Saison 2              | Saison 3                         | Saison 4                            | Saison 5                                                 |
| ------------------ | ----------------------- | --------------------- | -------------------------------- | ----------------------------------- | -------------------------------------------------------- |
| Première diffusion | 2 juillet 2020          | 14 octobre 2021       | 14 juillet 2022                  | 16 novembre 2023                    | 21 novembre 2024                                         |
| Épisodes           | 10                      | 10                    | 9                                | 9                                   | 9                                                        |
|                    |                         |                       |                                  |                                     |                                                          |
| Gagnante           | Priyanka                | Icesis Couture        | Gisèle Lullaby                   | Venus                               | À venir                                                  |
| Seconde(s)         | Rita Baga Scarlett BoBo | Kendall Gender Pythia | Jada Shada Hudson                | Aurora Matrix                       | Helena Poison Makayla Couture Minhi Wang The Virgo Queen |
| 3e place           | Rita Baga Scarlett BoBo | Kendall Gender Pythia | Kimmy Couture Miss Fiercalicious | Denim Nearah Nuff                   | Helena Poison Makayla Couture Minhi Wang The Virgo Queen |
| 4e place           | Jimbo                   | Gia Metric            | Kimmy Couture Miss Fiercalicious | Denim Nearah Nuff                   | Helena Poison Makayla Couture Minhi Wang The Virgo Queen |
| 5e place           | Lemon                   | Adriana               | Vivian Vanderpuss                | Melinda Verga                       | Perla                                                    |
| 6e place           | Ilona Verley            | Kimora Amour          | Irma Gerd                        | Kiki Coe                            | Xana                                                     |
| 7e place           | BOA                     | Synthia Kiss          | Bombae                           | Aimee Yonce Shennel Kitten Kaboodle | Uma Gahd                                                 |
| 8e place           | Kiara                   | Eve 6000              | Lady Boom Boom                   | Aimee Yonce Shennel Kitten Kaboodle | Jaylene Tyme                                             |
| 9e place           | Tynomi Banks            | Suki Doll             | Kaos                             | Luna DuBois                         | Sanjina DaBish Queen                                     |
| 10e place          | Anastarzia Anaquway     | Stephanie Prince      | Chelazon Leroux                  | The Girlfriend Experience           | Tiffany Ann Co.                                          |
| 11e place          | Kyne                    | Océane Aqua-Black     | Miss Moço                        | Sisi Superstar                      | Tara Nova                                                |
| 12e place          | Juice Boxx              | Beth                  | Halal Bae                        |                                     |                                                          |

 La concurrente a été élue Miss Sympathie.
 La concurrente a été éliminée lors d'une double élimination.

### Saison 1 (2020)
La première saison de Canada's Drag Race est diffusée à partir du 2 juillet 2020 sur Crave. Douze candidates sont sélectionnées pour tenter de devenir la « prochaine superstar canadienne du drag ».
La gagnante de la première saison de Canada's Drag Race est Priyanka, avec comme secondes Rita Baga et Scarlett BoBo.

### Saison 2 (2021)
La deuxième saison de Canada's Drag Race est diffusée à partir du 14 octobre 2021 sur Crave. Douze candidates sont sélectionnées pour tenter de devenir la « prochaine superstar canadienne du drag ».
La gagnante de la deuxième saison de Canada's Drag Race est Icesis Couture, avec comme secondes Kendall Gender et Pythia.

### Saison 3 (2022)
La troisième saison de Canada's Drag Race est diffusée à partir du 14 juillet 2022 sur Crave. Douze candidates sont sélectionnées pour tenter de devenir la « prochaine superstar canadienne du drag ».
La gagnante de la troisième saison de Canada's Drag Race est Gisèle Lullaby, avec comme seconde Jada Shada Hudson.

### Saison 4 (2023)
La quatrième saison de Canada's Drag Race est diffusée à partir du 16 novembre 2023 sur Crave. Onze candidates sont sélectionnées pour tenter de devenir la « prochaine superstar canadienne du drag ».
La gagnante de la quatrième saison de Canada's Drag Race est Venus, avec comme seconde Aurora Matrix.

### Saison 5 (2024)
La cinquième saison de Canada's Drag Race est diffusée à partir du 21 novembre 2024 sur Crave. Onze candidates sont sélectionnées pour tenter de devenir la « prochaine superstar canadienne du drag ».